# 조원휘
조원휘(趙源輝, 1962년 1월 20일 ~ )는 대한민국의 정치인이다. 제7·9대 대전광역시의원이다.

## 학력
- 서대전고등학교
- 한남대학교 영문학과
- 고려대학교 인문정보대학원 졸업(사회복지학 석사)
- 대전대학교 일반대학원 사회복지학과 졸업(사회복지학 박사)

## 경력
- 대덕대학교 사회복지학과 강사
- 민주당 대전시당 사회복지특별위원회 위원장
- 국회 이상민 의원실 보좌관
- 2014년 7월 1일 ~ 2018년 3월 26일 : 제7대 대전광역시의회 의원
  - 2016.07 ~ 2018.03 : 제7대 대전광역시의회 후반기 부의장
- 2022년 7월 1일 ~ : 제9대 대전광역시의회 의원
  - 2022.07 ~ 2024.06: 제9대 대전광역시의회 전반기 부의장
  - 2022.07 ~ 2024.06: 제9대 대전광역시의회 전반기 행정자치위원회 위원
  - 2024.07 ~: 제9대 대전광역시의회 후반기 의장
- 2024.10~ : 제19대 대한민국시도의회의장협의회 부회장

## 역대 선거 결과
|  | 56.9% |

|  | 53.68% |